# Liste der italienischen Botschafter in Polen

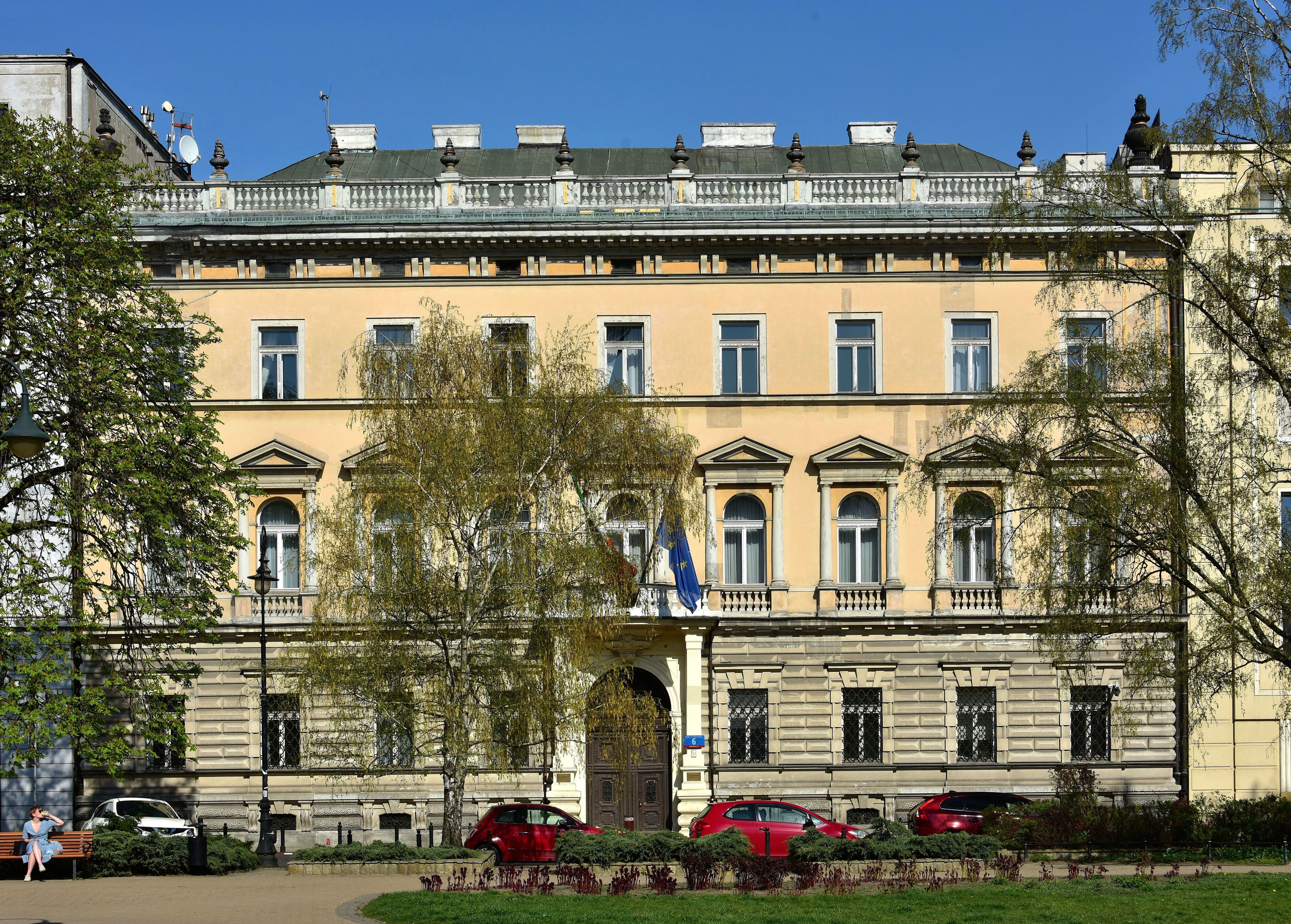
Der Szlenkier-Palast ist Sitz der italienischen Botschaft in Polen.

Liste der italienischen Botschafter in Warschau, Polen.

## Botschafter
| Ernennung/Akkreditierung | Name                                        | Bemerkungen | ernannt von             | akkreditiert während der Regierung von | Posten verlassen |
| ------------------------ | ------------------------------------------- | ----------- | ----------------------- | -------------------------------------- | ---------------- |
| 1919                     | Francesco Tommasini                         |             | Francesco Saverio Nitti | Józef Piłsudski                        | 1923             |
| 1923                     | Giovanni Cesare Majoni                      |             | Benito Mussolini        | Stanislaw Wojciechowski                | 1929             |
| 1929                     | Alberto Martin-Franklin                     |             | Benito Mussolini        | Ignacy Moscicki                        | 1931             |
| 1931                     | Luigi Vannutelli Rey                        |             | Benito Mussolini        | Ignacy Moscicki                        | 1932             |
| 1932                     | Giuseppe Bastianini                         |             | Benito Mussolini        | Ignacy Moscicki                        | 1936             |
| 1936                     | Pietro Arone di Valentino                   |             | Benito Mussolini        | Ignacy Moscicki                        | 1939             |
| 1945                     | Eugenio Reale                               |             | Ferruccio Parri         | Bolesław Bierut                        | 1947             |
| 1947                     | Ambrogio Donini                             |             | Ferruccio Parri         | Bolesław Bierut                        | 1948             |
| 1948                     | Giovanni De Astis                           |             | Ferruccio Parri         | Bolesław Bierut                        | 1952             |
| 1952                     | Giovanni Battista Guarnaschelli             |             | Ferruccio Parri         | Aleksander Zawadzki                    | 1955             |
| 1955                     | Luigi Cortese                               |             | Antonio Segni           | Aleksander Zawadzki                    | 1958             |
| 1958                     | Pasquale Jannelli                           |             | Amintore Fanfani        | Aleksander Zawadzki                    | 1962             |
| 1962                     | Enrico Aillaud                              |             | Fernando Tambroni       | Aleksander Zawadzki                    | 1968             |
| 1968                     | Manilo Castronovo                           |             | Giovanni Leone          | Marian Spychalski                      | 1971             |
| 1971                     | Alessandro Tassoni Estense di Castelvecchio |             | Emilio Colombo          | Józef Cyrankiewicz                     | 1973             |
| 1974                     | Mario Mondello                              |             | Aldo Moro               | Henryk Jablonski                       | 1976             |
| 1976                     | Mario Profili                               |             | Giulio Andreotti        | Henryk Jablonski                       | 1978             |
| 1978                     | Marco Favale                                |             | Giulio Andreotti        | Henryk Jablonski                       | 1983             |
| 1983                     | Guglielmo Folchi                            |             | Bettino Craxi           | Henryk Jablonski                       | 1986             |
| 1986                     | Paolo Galli                                 |             | Bettino Craxi           | Wojciech Jaruzelski                    | 1988             |
| 1988                     | Vincenzo Manno                              |             | Ciriaco De Mita         | Wojciech Jaruzelski                    | 1993             |
| 1993                     | Giuseppe Balboni Acqua                      |             | Carlo Azeglio Ciampi    | Lech Wałęsa                            | 1997             |
| 1997                     | Luca Daniele Biolato                        |             | Romano Prodi            | Aleksander Kwasniewski                 | 2001             |
| 2001                     | Giancarlo Leo                               |             | Silvio Berlusconi       | Aleksander Kwasniewski                 | 2006             |
| 2006                     | Anna Blefari Melazzi                        |             | Romano Prodi            | Lech Kaczynski                         | 2008             |
| 2008                     | Aldo Mantovani                              |             | Silvio Berlusconi       | Lech Kaczynski                         | 2011             |
| 2011                     | Riccardo Guariglia                          |             | Mario Monti             | Bronislaw Komorowski                   |                  |
| 2014                     | Alessandro De Pedys                         |             |                         |                                        |                  |